# ナセンブルテン
ナセンブルテン(Nasenbluten)は、オーストラリアのニューカッスルで活動しているハードコアテクノのバンドであり、リリースする作品はブレイクコアに分類されるものが多い。Mark Newlands、Aaron Lubinski、David Meloの三人によって、1990年代初期に結成された。
個人的なカセットレーベルであるdEAdGirLの運営をある程度軌道に乗せた後、メンバーのMark Newlandsは、レコードレーベルBloody Fistを1994年に立ち上げた。彼らの作品の大半は、パソコンのアミーガ上で動作するMODトラッカーによって作成されており、エンハンサーを掛けたブレイクビーツと、過剰なまでにコンプレッサーを掛けたドラム・キックが織りなすその独特のサウンドは、他のハードコアテクノのアーティストにも影響を与えた。
1996年に彼らは、レイヴパーティーで死亡したアンナ・ウッド(Anna Wood)を取り巻くマスコミのヒステリックな報道姿勢や、レイヴへのモラルパニックに対する回答として、シングル「Anna Wood」を50枚限定でリリースした。その中には、彼ら自身による曲"Fuck Anna Wood"も収録されており、「fuck you fuck them fuck your mother fuck your sister fuck your father fuck your family fuck em all!」など、卑猥なサンプリングが並べられた内容となっている。
尚、「ナセンブルテン」の名称は、ドイツ語の「鼻血」を意味している。